# Christa Saredi
Christa Saredi est une productrice et distributrice de films suisse.

## Biographie
D'abord traductrice et interprète, Christa Saredi commence à travailler dans le cinéma au sein de la société Swiss Films en 1980,. En 1986 elle a fondé sa société World Sales Christa Saredi, qui a disparu en 2002. En tant que distributrice, elle a contribué à la notoriété internationale de cinéastes d'auteur tels que Jim Jarmusch ou Aki Kaurismaki,. Elle a été distributrice « monde » d'environ 35 cinéastes d'horizons divers, dont Ang Lee, Idrissa Ouedraogo, Bakhtiar Khudojnazarov, Assi Dayan et Alain Tanner.

## Filmographie partielle

### Comme productrice
- 1993 : On est quitte de Bakhtiar Khudojnazarov - productrice exécutive
- 1995 : Cold Fever de Friðrik Þór Friðriksson - productrice exécutive
- 1999 : Luna Papa de Bakhtiar Khudojnazarov - coproductrice